# Blitzpulver
Blitzpulver er en blanding af et metalpulver og et oxidationsmiddel, der i fotografiets barndom blev brugt som lyskilde. I dag anvendes det til pyroteknik.

## Eksempler
Der er flere forskellige typer baseret på et metalpulver og et oxidationsmiddel:

Al + S + KNO3

Blanding af aluminiumpulver, svovl og kaliumnitrat (20%-30%-50%).

noter: brænder relativt langsomt (sammenlignet med andre slags blitzpulver). Pga. indholdet af svovl tilsættes der ofte 2-4% borsyrepulver for at modvirke dannelsen af svovlsyre, der kan gøre denne blanding ustabil ved fugtpåvirkning!

Mg + KMnO4

blanding af magnesiumpulver og kaliumpermanganat (50%-50%).

noter: Kraftigt! brænder meget hurtigt og er relativ følsom. Både magnesium og Kaliumpermanganat kan selvantænde ved fugt. De bruges derfor meget sjældent/aldrig!

Al + KClO4

blanding af aluminiumpulver og kaliumperklorat (30%-70%).

noter: brænder meget hurtigt og varmt. Meget kraftigt selv i små mængder; (relativt ufølsomt) ofte brugt i fyrværkeri/kanonslag.
Mg + KClO4

blanding af magnesiumpulver og kaliumperklorat (30%-70%).

noter: brænder meget hurtigt og er ret følsomt. Kraftigere end både Mg + KNO3+S og Al + KClO4.